# Fjodor Krjoekov

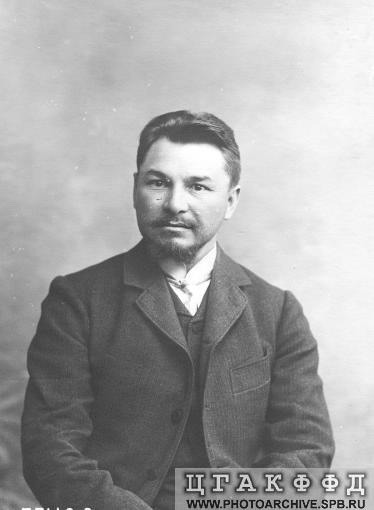
Fjodor Krjoekov in 1906.

Fjodor Dmitrevitsj Krjoekov (Russisch: Фёдор Дмитриевич Крюков, Glazoenov, 2 februari 1870 - Nezaymanovsky, 4 maart 1920) was een Russisch (Kozaks) schrijver.
Krjoekov vocht aan de zijde van de Witten als soldaat in de Russische Burgeroorlog en stierf in 1920 aan de gevolgen van tyfus. 
Diverse literaire critici, waaronder Aleksandr Solzjenitsyn en Ruslandkenner Roy Medvedev claimen dat Nobelprijswinnaar Michail Sjolochov zijn bekende roman "De Stille Don" geplagieerd zou hebben van een manuscript dat Krjoekov bij zijn dood zou hebben achtergelaten, een discussie die nog steeds niet geheel is uitgewoed.
Solzjenitsyn laat Krjoekov uitgebreid figureren in zijn novelle "November 1916" (1983).